# Kim Ju-hee (judoka)
Kim Ju-hee (kor. 김주희 ;ur. 14 grudnia 2001) – południowokoreańska judoczka. 
Uczestniczka mistrzostw świata w 2025, a także zdobyła medal w drużynie. Brązowa medalistka igrzysk olimpijskich młodzieży w 2018. Mistrzyni świata kadetów w 2017 roku.